# Qibing Community
Qibing Community är en gemenskap i Lesotho.   Den ligger i distriktet Mafeteng District, i den västra delen av landet, 60 km sydväst om huvudstaden Maseru.